# Ferula tabasensis
Ferula tabasensis är en flockblommig växtart som beskrevs av Karl Heinz Rechinger. Ferula tabasensis ingår i släktet stinkflokesläktet, och familjen flockblommiga växter. Inga underarter finns listade i Catalogue of Life.